# الإخوة السبعة
الإخوة السبعة (بالفنلندية : Seitsemän veljestä) أولى روايات ألكسس كيفي الكاتب الوطني الفنلندي ، تعتبر على نطاق واسع على أنها أول رواية هامة مكتوبة باللغة الفنلندية و لمؤلف ناطق بالفنلندية . نشرت في عام 1870 ، و قد انتهت الإخوة السبعة عصراً هيمن فيه الكتاب الناطقون باللغة السويدية و أهمهم يوهان لودفيغ رونيبيرغ ، و خلقت قاعدة صلبة للمؤلفين الفنلنديين الجدد مثل مينا كانت ويوهاني أهو و هم مع ألكسس كيفي أوائل الكتـّاب الذين صوروا الفنلنديين العاديين بطريقة واقعية.
انتقدت الرواية بشدة خصوصاً من قبل الأوساط الأدبية في زمن ألكسس كيفي، والذين كرهوا الصورة السلبية التي قدمته عن الفنلنديين. واعتبرت الشخصيات الاسمية كرسوم ساخرة وبدائية عن الأفكار الوطنية في ذلك الوقت. وأمام كل هذه الردود المعادية كان الناقد المؤثر أوغست أهلكفست الذي وصف الكتاب بأنه «عمل سخيف ولطخة على الأدب الفنلندي».
وتدور احداث الرواية حول 7 اخوة عاشوا في الريف الفنلندي قرروا هجرة مزرعتهم الاصلية وتاجيرها والعيش بعيدا في غابات امبيفارا وعاشو حياة خالية من العمل ثم مروا بمواقف صعبة بسبب نقص الاموال وادمانهم الكحول الذي اصبحوا يقطرونه بانفسهم حتى يصلون إلى مرحلة لينتبهوا إلى انفسهم ويقوموا باستصلاح جزء من الغابات فتكون مزرعة جديدة لهم بالإضافة إلى المزرعة الاصلية ويقسم كل الإرث بين الاخوة الذين يصبح احدهم قسيس المقاطعة والاخر مامورا للقرية وتشير الرواية إلى الإرادة في التغيير والتكاتف والحوار والنقاش الهادئ والبناء وصولا إلى احداث نقلة نوعية في حياة الاخوة السبعة من مجموعة مدمنين وعاطلين ومثيرين للمتاعب إلى اشخاص اصحاب اراضي ومكانة مرموقة في المجتمع أدب}}